# بلدية الروضة
بلدية الروضة هي إحدى بلديات مدينة الرياض في المملكة العربية السعودية.

## الأحياء التابعة للبلدية
- حي الروضة
- حي الأندلس
- حي الملك فيصل
- حي القدس
- حي الحمراء
- حي الشهداء
- حي غرناطة
- حي قرطبة
- حي المونسية
- حي اليرموك
- حي أشبيلية
- حي الخليج
- حي النهضة
- حي المعيزيلة
- حي القادسية
- حي الرمال
- حي الجنادرية.[1][2]